# Греготи
Греготи — нагромадження кам'яних розсипищ, значних за площею, що залягають на схилах і плоских вершинах гір. Утворюються внаслідок інтенсивного фізичного вивітрювання; нерідко це кам'яні потоки, що повільно сповзають по схилах під впливом зміни температури, соліфлюкції і сили тяжіння. 
Сьогодні більшість українських географів греготи називає курумами (тюркський термін).

## Географія
В Україні греготи характерні в основному для масиву Горгани, що в Українських Карпатах. У ландшафтах Горган греготи сформувалися переважно на порівняно щільних ямненських і вигодських пісковиках. В українських Карпатах виділено спеціальний тип греготних природно-територіальних комплексів (ПТК) (висотних місцевостей, стрій, урочищ тощо).
Ямненські пісковики (палеогенового віку) залягають на Яремчанському горизонті, товсто шаруваті, сірого або світло-сірого кольору, добре відсортовані, з кременистим цементом. Товща шару пісковиків 0,5–2,0 м, рідше до 3–4 м. Пісковики перешаровуються малопотужними (10–30 см) прошарками зеленувато-сірих  аргілітів. Потужність ямненського горизонту до 350 м Вигодські пісковики (еоценового віку), здебільшого середньо- і грубошаруваті, рідше масивно шаруваті. Вони слабовапнисті або не вапнисті, дрібно- та середньозернисті, сірі, у вивітрілому стані світло-сірі.Серед пісковиків трапляються тонкі (до 10–20 см) прошарки і пласти потужністю до 1–3 м гравелітів і конгломератів. Потужність вигодської світи коливається від десятків до 200–300 м.
Окрім ландшафтів Горган, греготи поширені у деяких районах Чорногори, Свидовця тощо. На Чорногорі греготи утворені великими уламками та брилами чорногірських пісковиків і конгломератів. Не випадково назва г. Петрос у перекладі з румунської мови “рейш” - кам'янистий. Греготи утворюють «кам'яні поля» довжиною до 200 м. Уламки чорногірських пісковиків мають плитчасту форму, сильно вивітрілі, покриті накипними лишайниками. Рухаються такі «кам'яні ріки» доволі повільно.
Греготні ПТК приурочені до похилих і крутих схилів, які сформувалися на грубозернистих твердих безкарбонатних пісковиках, що зумовило їх руйнування під час інтенсивного морозного вивітрювання в льодовикову епоху, в умовах сповільненого розвитку рослинності та ґрунту. На сучасному етапі слід відзначити роль тектонічних рухів, що зумовлюють тріщинуватість порід під час формування скиб, інтенсивне фізичне вивітрювання, сейсмічну активність. Сейсмічність Карпат (4-6 балів) відіграє важливу роль, адже навіть незначні землетруси можуть спричинити послаблення сили зчеплення.
Греготи переважно поширені у високогір'ї Українських Карпат(висотні місцевості: пенепленізоване альпійсько-субальпійське високогір'я і давньольодовико-ерозійне субальпійське високогір'я) й у верхній частині лісового поясу (висотна місцевість - крутосхиле ерозійно-денудаційне лісисте середньогір'я), рідше в середній і нижній частинах. Це холодна кліматична зона, яка поділяється на дві підзони: більш холодну й менш холодну. Більш холодна підзона (від 1400 до 2000 м н.р.м.) характеризується сумою температур менше 600° С, гідротермічний коефіцієнт перевищує 5. Менш холодна підзона обмежується ізолініями сум температур 600-1000° С, а також  гідротермічним коефіцієнтом відповідно 5 і 4 (висота 1250-1500 м н.р.м.).